# 岩磐

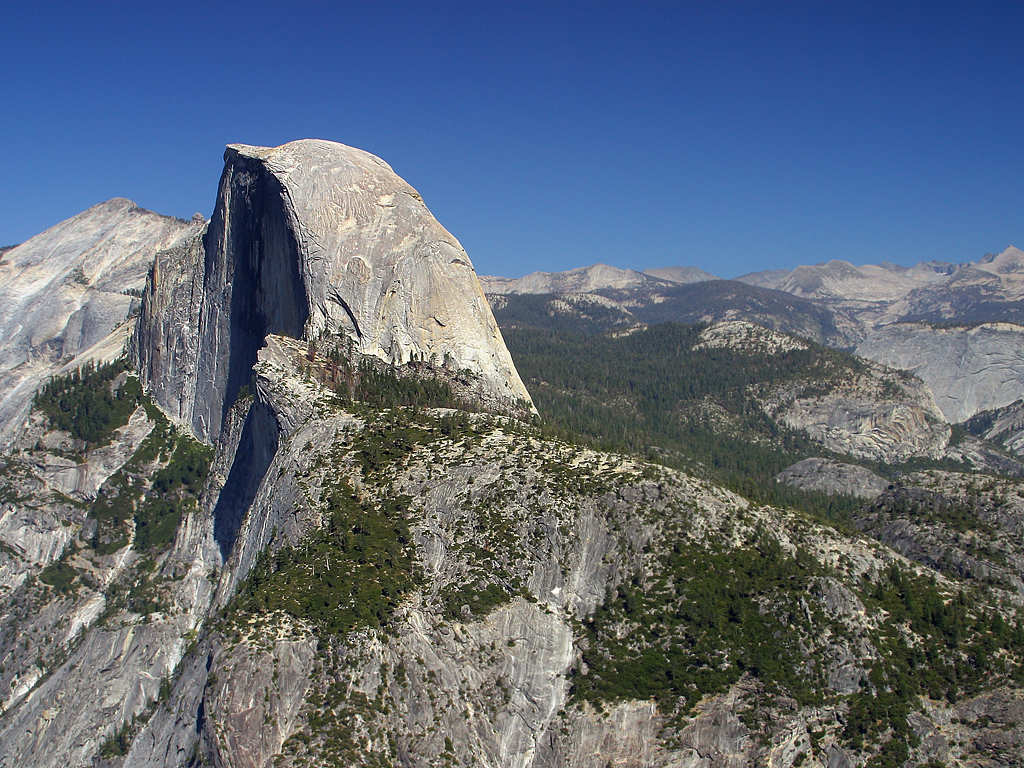
美國優勝美地國家公園內的一塊岩石，它屬於內華達山脈岩磐的一部分。

火成侵入的基本型態：
1. 岩蓋
2. 小岩脈
3. 岩磐
4. 岩脈
5. 岩床
6. 火山栓、火山管
7. 岩盆

岩磐，也稱岩基、岩盤。是大塊火成侵入體。岩磐的面積通常大於100平方公里，並由深部冷卻的岩漿形成在地殼中。 岩磐幾乎總是由長英質或中性岩石如花崗岩、石英蒙脫石或閃長岩組成。
儘管岩磐看起來很均勻，但實際上它們是具有複雜地質歷史和成分結構。它們由不同種類、不規則尺寸（厚度推估在10到15公里）火成岩體組成。各個岩體都是從岩漿凝固的，該岩漿從地殼底部附近的部分熔融區向地表移動時冷卻、凝固，並形成了岩磐。